# Acanthocyclops denticornis
Acanthocyclops denticornis – wątpliwy gatunek widłonoga z rodziny Cyclopidae. Nazwa naukowa gatunku została po raz pierwszy opublikowana w 1977 roku przez radzieckiego hydrobiologa Leonida Leonidowicza Czislenkę. W bazie World Register of Marine Species takson ten ma status nomen nudum, Czislenko pracował bowiem nad widłonogami z rzędu Harpacticoida a nie Cyclopoida i prawdopodobnie użył tej błędnej nazwy w odniesieniu do Acanthodiaptomus denticornis.